# 塔沃和蓬塞里库尔
塔沃和蓬塞里库尔（法語：Tavaux-et-Pontséricourt，法語發音：[tavo e pɔ̃seʁikuʁ]）是法国上法蘭西大區埃纳省的一个市镇，属于拉昂区。

## 地理
塔沃和蓬塞里库尔（49°43'48"N, 3°54'18"E）面积25.42 平方千米，位于法国上法蘭西大區埃纳省，该省份为法国北部内陆省份，北起北部省，西接索姆省和瓦兹省，东临阿登省和马恩省，西南至塞纳-马恩省，东北部与比利时接壤。
与塔沃和蓬塞里库尔接壤的市镇（或旧市镇、城区）包括：阿尼库尔和塞谢勒、塞尔河畔博蒙、蒂耶拉什地区布赖、比雷勒、蒙蒂尼勒弗朗、圣皮埃尔蒙、维尼厄-奥凯。

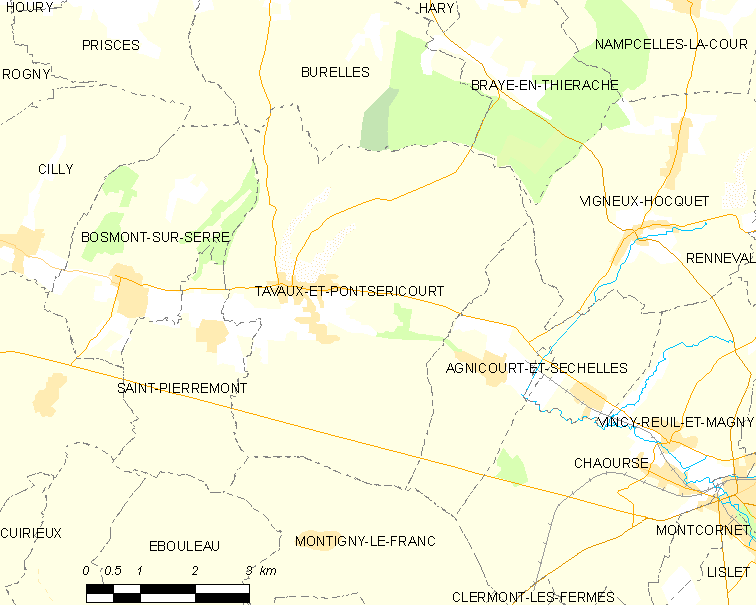
塔沃和蓬塞里库尔的OSM定位图

塔沃和蓬塞里库尔的时区为UTC+01:00、UTC+02:00（夏令时）。

## 行政
塔沃和蓬塞里库尔的邮政编码为02250，INSEE市镇编码为02737。

## 政治
塔沃和蓬塞里库尔所属的省级选区为马尔勒县。

## 人口

1962-2008年间塔沃和蓬塞里库尔人口变化图示

塔沃和蓬塞里库尔于2022年1月1日时的人口数量为549人。